# Alaert du Hamel

Eine Signatur Alaert du Hamels

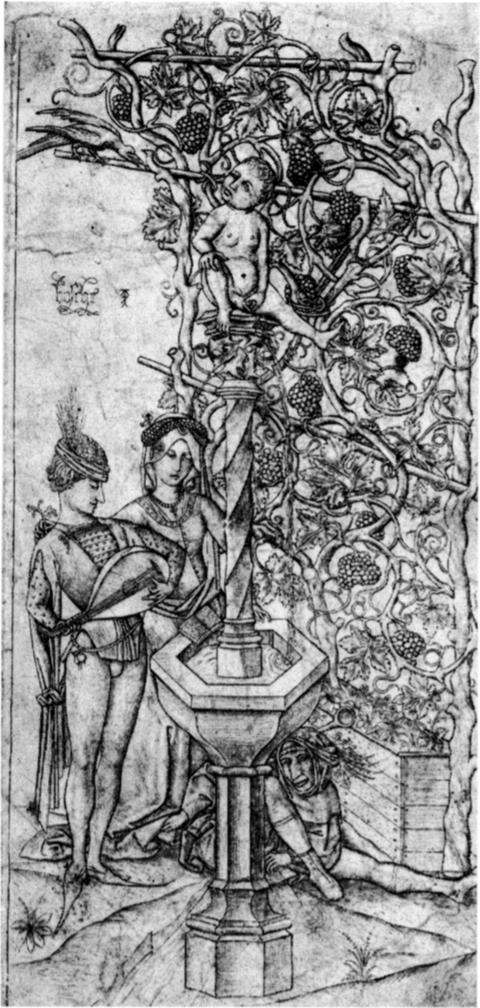
Junges Paar mit einem Tor an einem Brunnen. 1478–1494. Britisches Museum, London

Alaert du Hamel (auch Alart oder Allart; auch de Hameel, du Humeel, van Hameel, Duhamel oder Duhameel; um 1450 in Hertogenbosch; † um 1506 in Antwerpen) war ein Architekt, Bildhauer, Druckgrafiker und Zeichner aus dem niederländischen Herzogtum Brabant. Unter anderem entwarf er Kirchenobjekte wie Monstranzen und Baldachine.

## Leben
Das genaue Geburtsjahr von du Hamel ist nicht bekannt. Gelegentlich wird 1449 als Geburtsjahr angegeben.
Von 1478 bis Ende 1494 war er an der St.-Johannes-Kathedrale in ’s-Hertogenbosch tätig. Im Jahre 1478 wird sein Name erstmals in einem Vertrag über das südliche Seitenschiff erwähnt. 1478 wurde er zusammen mit seiner Schwester und dem Architekten Jan Heyns in die Illustre Lieve Vrouwe Broederschap aufgenommen. Unter du Hamels Leitung wurde die Kapelle der Bruderschaft in der St.-Johannes-Kathedrale. In den Jahren 1486 bis 1487 fertigte er eine Zeichnung des Netzgewölbes dieser Kapelle an. Wahrscheinlich wurde auch den Rest der Kapelle von ihm entworfen und ausgeführt. 1484 entwarf er auch eine Monstranz für den Kölner Goldschmiedes Hendrik de Borchgrave. Auch der Entwurf des Taufbeckens von St. Johannes von Aert van Tricht aus dem Jahr 1492 wird ihm zugeschrieben.
Am 1. November 1484 verstarb seine erste Frau, Margriet van Auweningen, deren Grabstein du Hamel möglicherweise entwarf. 1494 zog er nach Löwen, wo er unter anderem an der Sint-Pieters-Kirche arbeitete. Darüber hinaus war er in Brüssel und Antwerpen tätig, wo er vermutlich um 1506 starb.

## Hieronymus Bosch
Du Hamel muss mit Hieronymus Bosch befreundet gewesen sein. Beide Künstler waren nicht nur Mitglieder der Illustre Lieve Vrouwe Broederschap, sondern auch am Bau und an der Einrichtung St.-Johannes-Kathedrale beteiligt, einer als Architekt und der andere als Maler. Es gibt drei bekannte Stiche von du Hamel, die in stilistisch eng mit den Werken Boschs verwandt sind: Das Jüngstes Gericht, ein Kriegselefant und ein Hl. Christophorus. Der Kunsthistoriker Max J. Friedländer vermutet, dass sie nach der Arbeit von Bosch entstanden sind. Friedländer sagt über den dritten Stich – den Heiligen Christoph –, dass er von einem übertriebenen Nachahmer und nicht von Bosch selbst entworfen wurde. Die drei Drucke enthalten neben der Signatur von du Hamel auch die Inschrift „bossche“. Diese Inschrift bezieht sich jedoch nicht auf Hieronymus Bosch. Im 15. Jahrhundert war es ungewöhnlich, sowohl den Hersteller als auch den Designer auf einer Gravur zu erwähnen, so dass davon ausgegangen wird, dass sie sich auf du Hamels Wohnort s-Hertogenbosch bezieht.

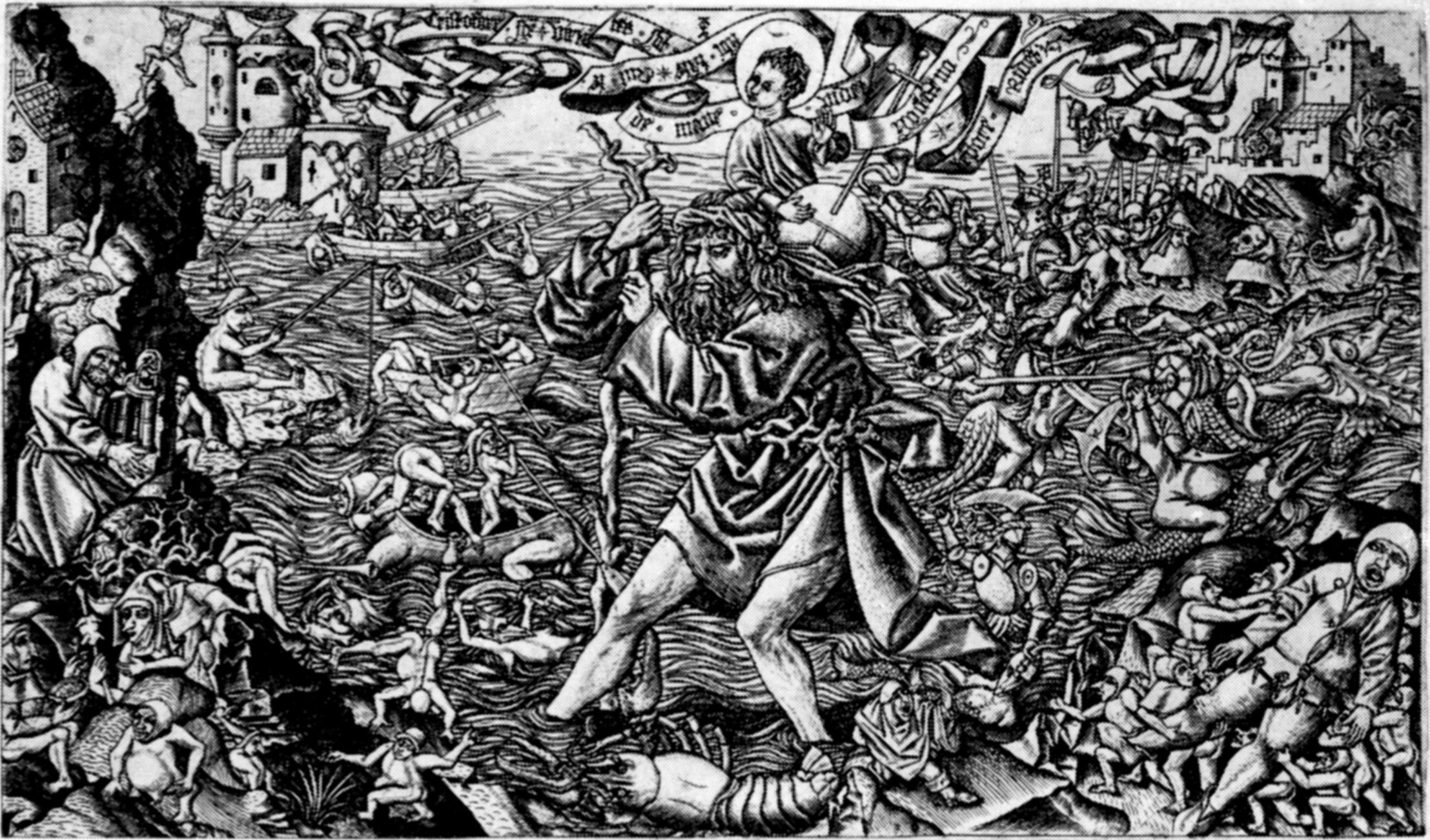
Hl. St. Christophorus
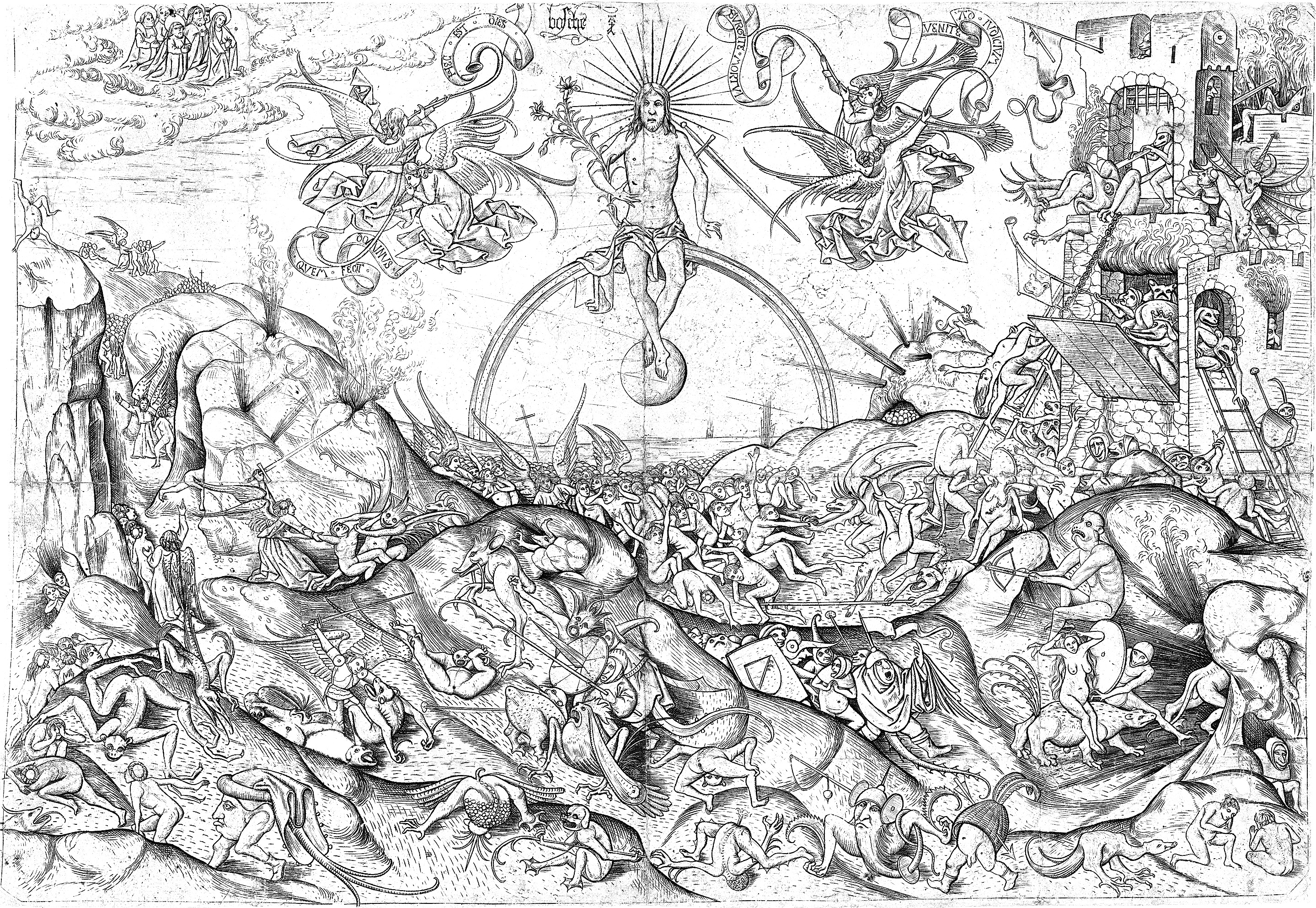
Das jüngste Gericht
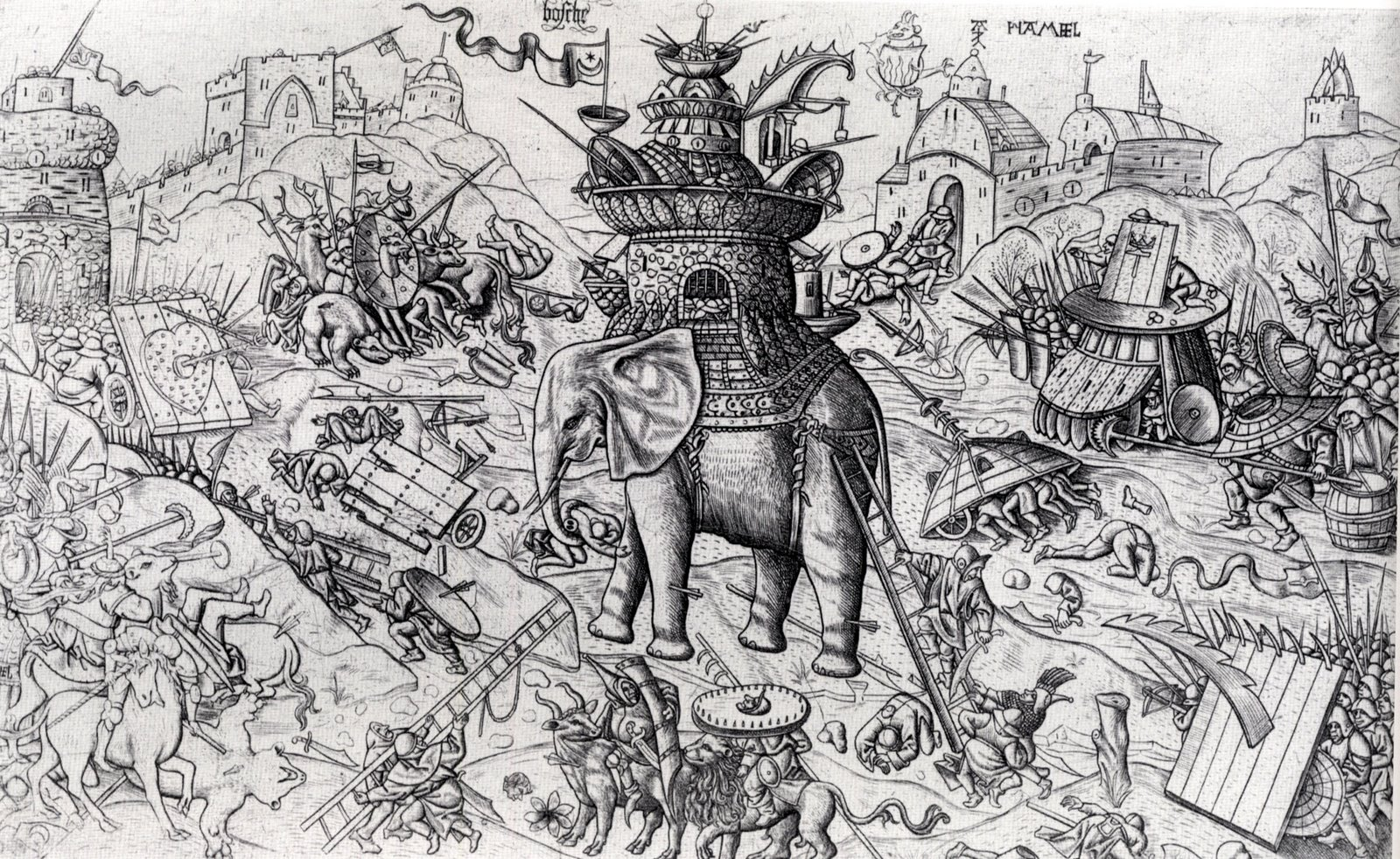
Kriegselefant

## Werk
Obwohl du Hamels Arbeiten offensichtlich sehr erfolgreich waren, ist nur ein kleiner Teil davon überliefert, der hauptsächlich aus Stichen besteht. Sein Druck von St. Peter wurde als Beispiel für die Türen des Bossche Oordeelsspel verwendet, daneben sind Reproduktionen seines Jüngsten Gerichts und des Kriegselefanten aus dem 16. Jahrhundert erhalten. Alle bekannten Drucke seines Hl. Christophorus stammen aus dem 17. Jahrhundert, was zeigt, dass dieser Druck damals sehr beliebt waren.

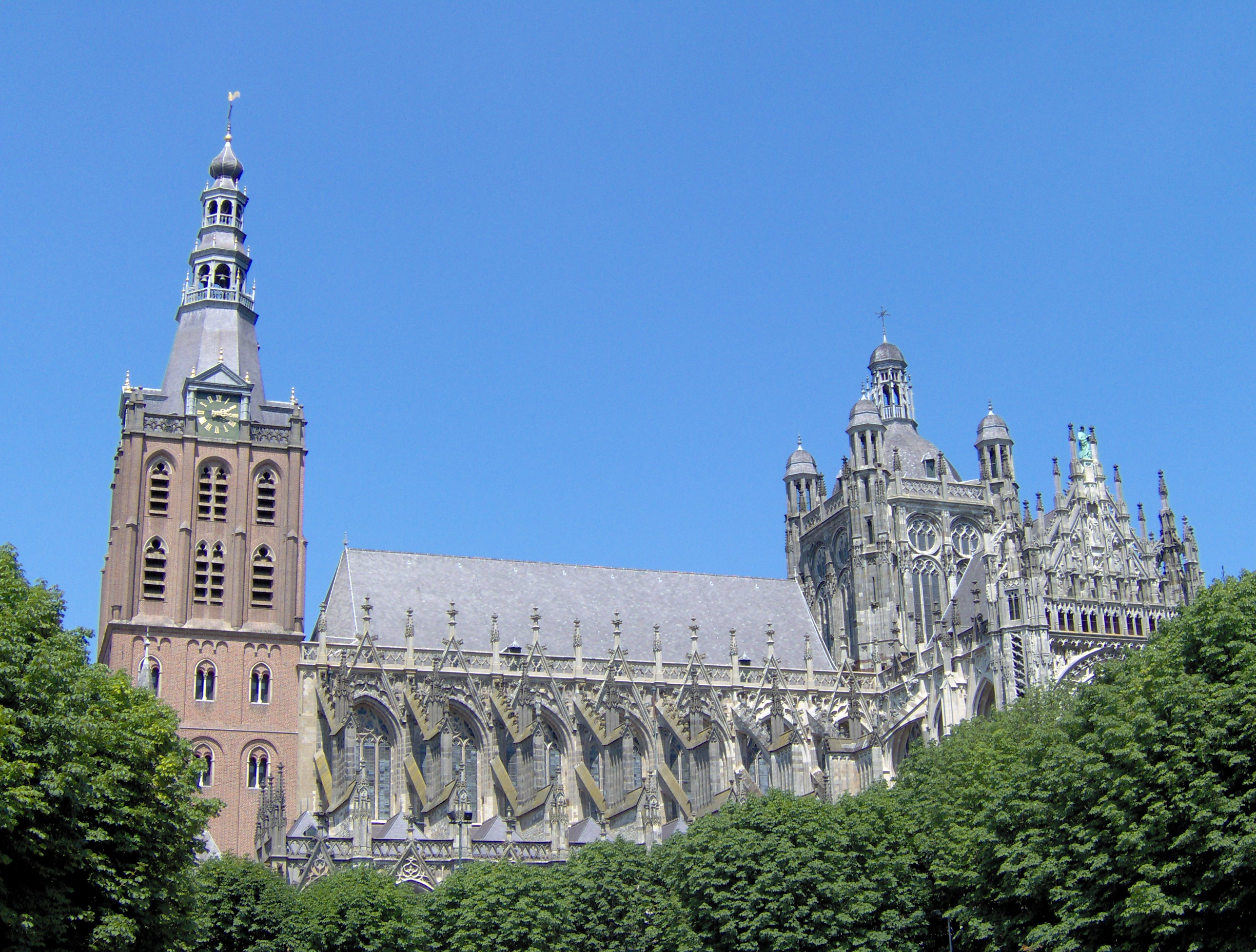
St.-Johannes-Kathedrale (’s-Hertogenbosch)
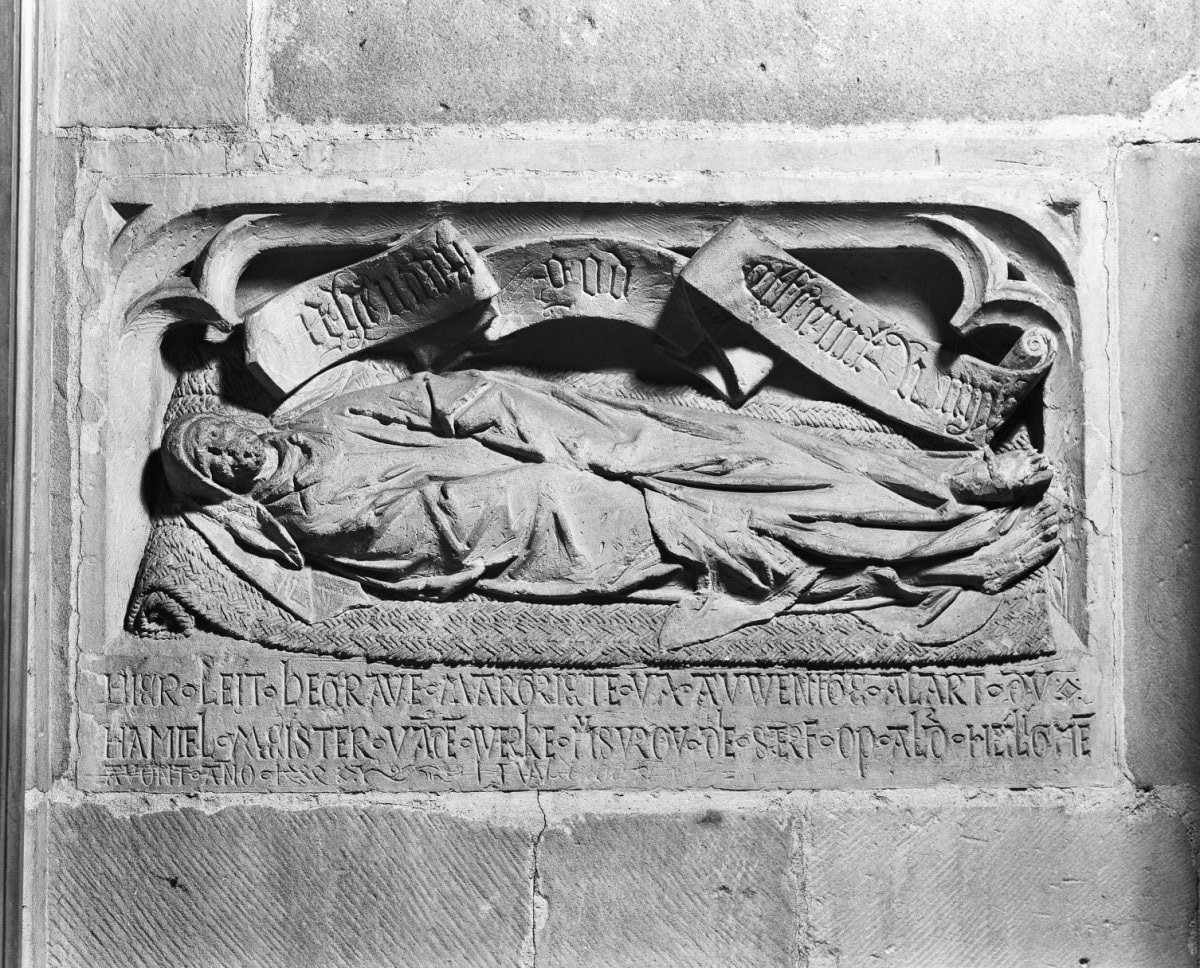
Grabtafel von du Hamels Ehefrau Margriet van Auweningen
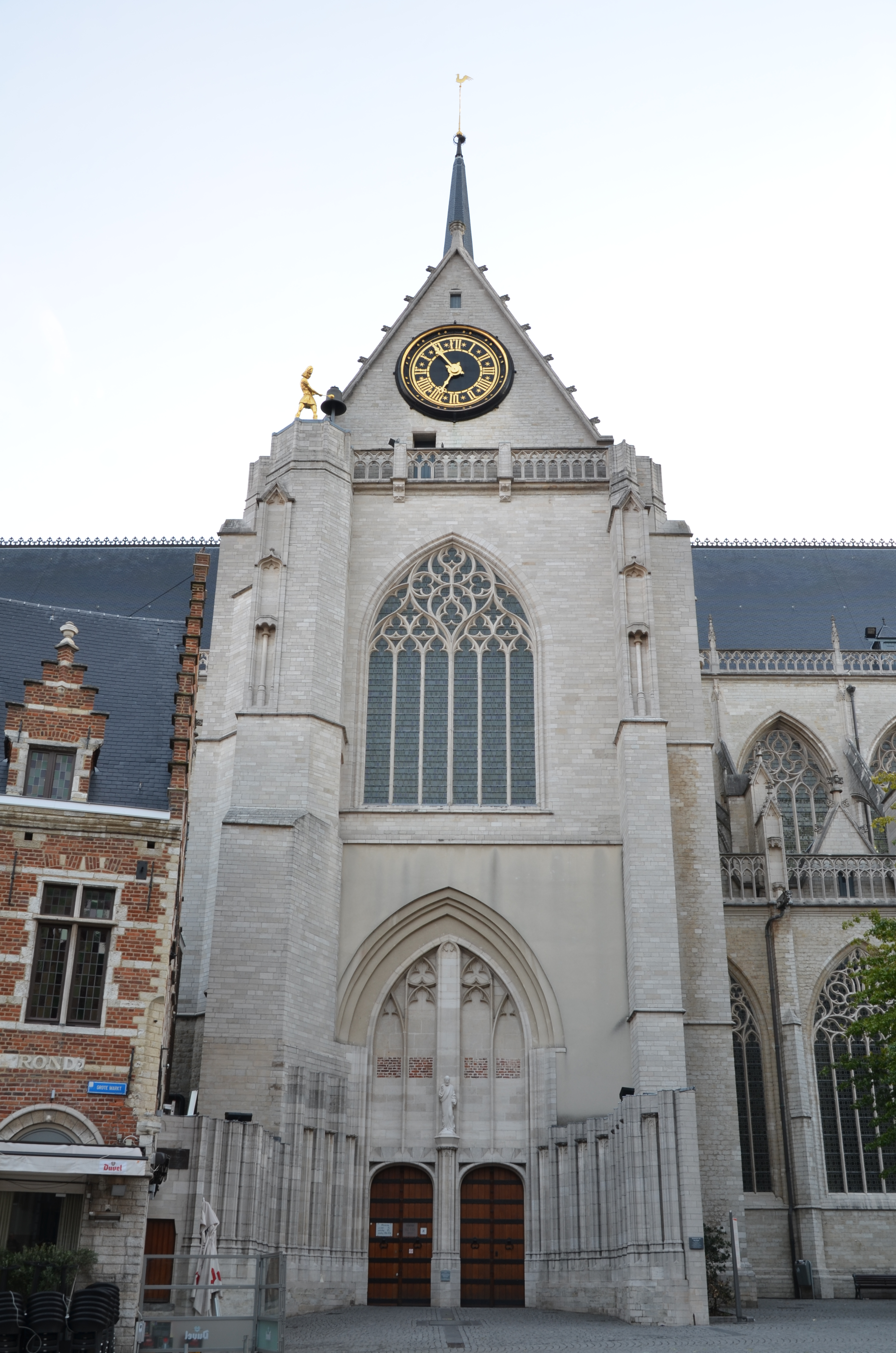
Portail von Sint Pieter (Löwen)